# Amatitán (kommun)
Amatitán är en kommun i Mexiko.   Den ligger i delstaten Jalisco, i den centrala delen av landet, 500 km väster om huvudstaden Mexico City. Antalet invånare är 13 435.
Följande samhällen finns i Amatitán:
- Amatitán
- La Cantera
- Tepetates
- Chome
- La Mata
- La Conchilla
- El Cerrito
- El Amarillo